# 킬데리쿠스 1세
킬데리쿠스 1세(프랑스어: Childéric; 라틴어: Childericus, 재구성한 프랑크어: *Hildirīk; 437년경 – 481년)는 로마 제국의 갈리아 북부 지역에 있던 프랑크족들의 지도자이자 메로베우스 왕조 출신 인물이며, 그와 같이 안치된 로마 양식의 실 링과 그의 생애를 다룬 후대의 기록들에서 왕 (Rex)이라 묘사된다. 그는 모든 혹은 대부분의 프랑크족계 왕국들과 로마령 갈리아의 상당한 지역에 대한 사실상의 지배권을 얻은 클로비스 1세의 아버지이다.

## 생애
킬데리쿠스의 아버지는 투르의 그레고리우스를 포함한 몇몇 출처들에서 메로베우스 왕조의 기반이 된 메로베우스라고 기록되어 있다. 그레고리우스는 메로베우스가 일부에선 처음에는 실비아 카르보나리아, 그 뒤로는 투르네, 캉브레, 저 멀리 남쪽으로는 솜강 지역 등 로마령 갈리아 영토를 최초로 정복해낸 초기 프랑크족 왕인 클로디오의 후손이라 소문이 있다고 언급하였다. 이는 '벨기카 세쿤다 속주와 거의 비슷하며 후대에는 킬데리쿠스의 아들 클로비스에게 보내는 성 레미기우스의 서신에서 킬데리쿠스가 이 로마 속주의 최고 행정관이었음을 암시한다.
킬데리쿠스 본인의 구체적인 행보에 대한 기록에서, 그는 루아르강 일대 로마의 군사 활동과 주로 연관되어 있으며, 이곳에서 그는 갈로로마인 장군 아이기디우스가 관여된 기록들에서 등장한다. 투르의 그레고리우스에 따르면, 킬데리쿠스는 방탕한 생활과 신하들의 딸을 유혹한 것에 대한 프랑크족 내 혐오로 8년간 투링기아로 추방당하였다고 한다. 한편, 그레고리우스에 따르면, 아이기디우스 본인은 프랑크족의 왕이라는 칭호를 취했다. 추방에서 돌아온, 킬데리쿠스는 망명국의 국왕 아내인 바시나 왕비와 같이 돌아왔고, 그녀 사이에서 아들인 클로비스를 가졌다.
가이 할샐은 이 이야기를 아이기디우스가 마요리아누스한테서 임명을 받은 자라고 하는, 로마의 정치 상황과 연관시켰다:
이것은 그저 파편적인 자료들에 대한 해석일 뿐이지만, 아이기디우스의 죽음으로 끝이 난 8년이라는 기간은 킬데리쿠스의 추방을 마요리아누스의 승계 및 아이기디우스의 임명과 연관시켜볼 수 있게 해준다. ...
루아르 지역에 대해 마요리아누스가 사령관으로 임명한 아이기디우스는 세베루스를 황제로 받아들이기를 거부하였다. 그의 입지를 정당화하기 위해 그가 프랑크족의 왕이라는 칭호를 취했을 가능성이 있다.

할샐(p. 269)은 킬데리쿠스가 갈리아에서 아틸라를 격퇴시킨 플라비우스 아이티우스 밑에서 로마의 군사 경력을 시작했을 것이라 추측하며, 그는 그의 군사 경력 대부분이 프랑크족 본토에서 멀리 떨어진 곳에서 있었음을 지적하였다. 스승인 Eugen Ewig와 마찬가지로, Ulrich Nonn (map p. 37, and pp. 99–100)은 이 추방 이야기가 사건들의 진정한 순서 단계를 반영한다고 생각하였는데, 이에 따르면, 킬데리쿠스는 클로디오가 정복해낸 로마화된 지역들을 기반으로 한 '살리 프랑크족' 혹은 '벨기에 프랑크족'의 지도자였고, 프랑크족들은 아이기디우스의 지배 하에 있던 동맹들이었지만, 마침내 그와 그의 제국 후원자가 죽자 그의 권력을 장악할 수 있게 된 것이라는 것이다. (킬데리쿠스의 아들 클로비스 1세는 이후에 아이기디우스의 아들 시아그리우스와 충돌했는데, 시아그리우스는 로마인들의 왕이라 기억되었고, '벨기카 세쿤다' 남쪽의 수아송에 대한 지배권을 갖고 있었다.)
소실된 연대기에서 나온 것으로 보통 여겨지는 한 구절에서, 그레고리우스 (II.18)는 이해하기 아주 어려운 한 일련의 사건들을 제시한다. 463년에 킬데리쿠스와 아이기디우스는 루아르의 오를레랑에서 테오도리크 2세가 이끈 서고트족 병력을 물리치는 데 성공하였다. 얼마 안 있어 아이기디우스가 죽자, 킬데리쿠스와 파울루스 백작이 색슨족 약탈자들한테서 루아르를 지켜내고 있다고 기록되는데, 이 색슨족들은 이제는 에우리크 휘하의 고트족들과 손을 잡은 것으로 추정한다. 킬데리쿠스와 파울루스는 '아도바크리우스'(가끔식 현대 학자들에게 앵글로색슨어 표기인 에아드와케르(Eadwacer)라는 이름으로 표시되거나 동시대 사람이자 미래의 이탈리아 왕인 오도아케르와 동일한 표기를 쓰이는데, 이따금은 오도아케르와 동일 인물로 여겨진다)라는 이름의 지도자가 이끄는 색슨족과 교전하였다. 하지만 이 색슨족의 기원은 불분명하며, 이들은 루아르 지역 어딘가에 있는 섬들을 본거지로 하고 있다고 묘사된다.

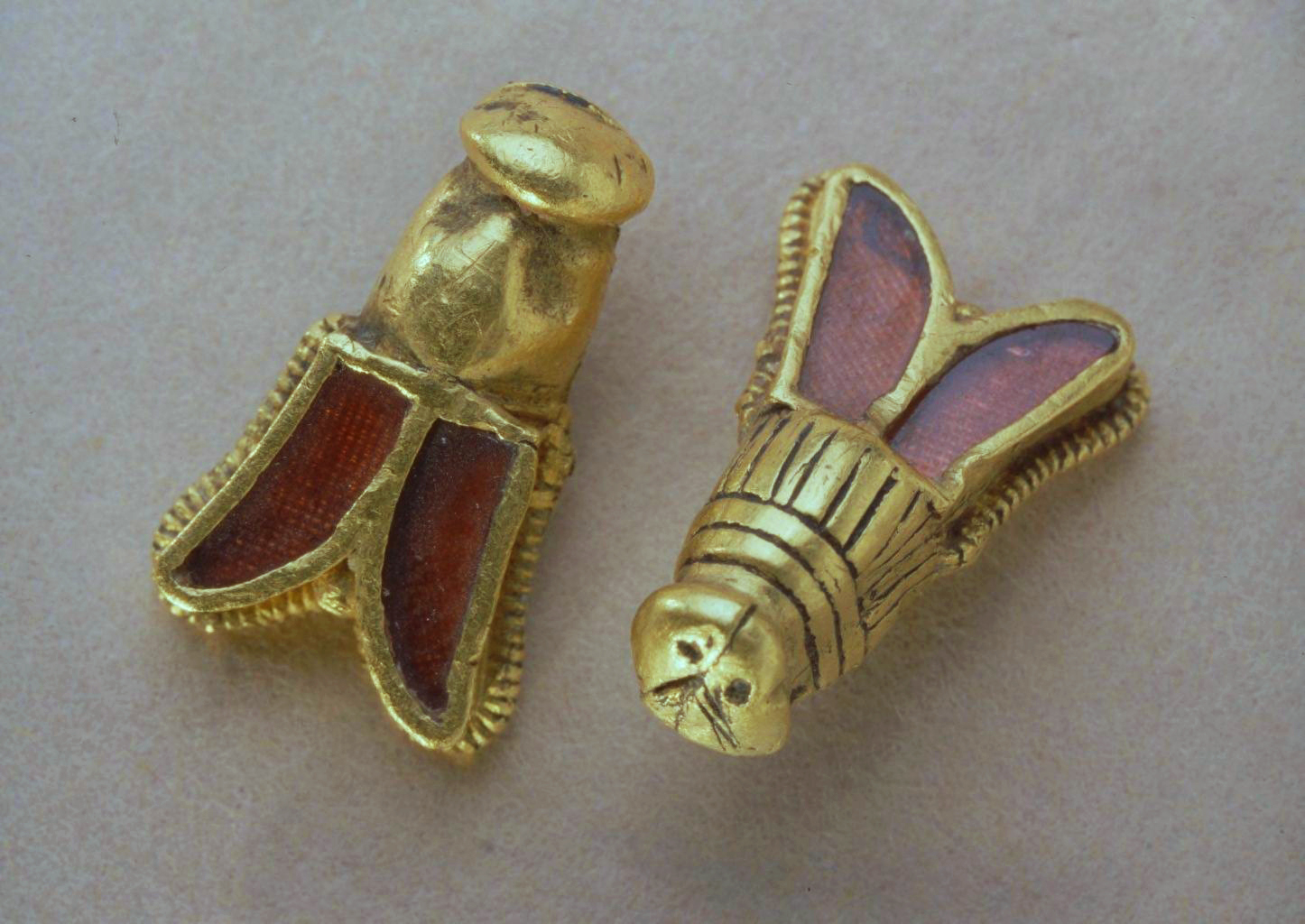
석류석이 끼워진 황금 벌

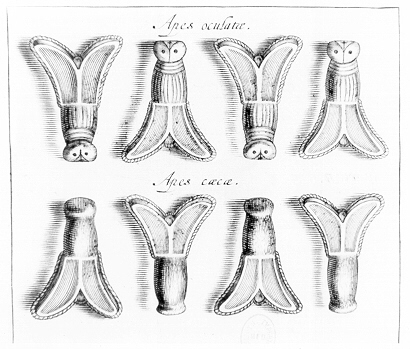
투르네의 킬데리쿠스 1세 무덤에서 출토된 황금 벌 혹은 곤충 보석. 야코프 판 베르던이 그리고 소 코르넬리스 할러가 인쇄

이 구절 직후에, 투르의 그레고리우스는 킬데리쿠스가 이탈리아에 침입한 알레만니족에 대항하여, 당시에 이탈리아의 왕으로 추측되는 '오도바크리우스'(Odovacrius)와 손을 잡았다고 하였다 (II.19). 일부 작가들은 이 알레만니족을 당시에 루아르 지역에 자리를 잡은 알란족으로 해석하는 한편, 이들의 정체에 대해서는 의견 일치가 없는데 이 사건에서 언급된 내용이 루아르 근처의 사건들에 대한 것이 아니기 때문이다.

## 가족 관계 및 죽음
투르의 그레고리우스는 저서인 '프랑크족의 역사'에서, 클로비스에 대한 내용 중에 클로비스의 형제 자매들에 대해 언급하므로, 따라서 그 언급된 자들은 킬데리쿠스의 자녀이다:
1. 클로비스 1세 (511년 사망) - 바시나의 자녀.
2. 아우도플레다 - 테오도리쿠스 대왕의 아내이자 동고트족의 왕비. 그레고리우스는 또한 이들의 딸 아말순타 역시도 언급한다(III.31).
3. 란테킬드 - 그레고리우스는 그녀가 아리우스파 신자였으나 클로비스와 같이 가톨릭으로 개종했다고 언급한다(II.31).
4. 알보플레다 (대략 500년쯤 사망) - 그레고리우스는 클로비스가 세례를 받고 얼마 안 되어 그녀가 사망했다고 언급한다(II.31)

킬데리쿠스는 그의 아들 클로비스가 511년에 죽었고 30여년을 통치했다고 하는 그레고리우스의 기록들을 기반으로 481년이나 482년에 죽었을 것으로 보통 여겨진다.

## 무덤
킬데리쿠스의 무덤은 1653년 현재 벨기에 지역 투르네에 있는 12세기의 생브리스 교회에서 멀지 않은 곳에서 발견되었다. 황금으로 된 장신구 석류석 칠보, 금화, 황금으로 된 소 조각상, 왕의 이름이 새겨진 반지 등 수많은 귀중한 유물들이 발견되었다. 약 300개의 금으로 만들어진 날개 달린 곤충 (일반적으로 벌이나 매미로 판단한다)들이 또한 왕의 클로크에 놓여있는 채로 발견되었다. 남부 네덜란드 (현 벨기에)의 총독 레오폴트 빌헬름 대공이 이 발견물을 라틴어로 출판하도록 했다. 유물은 맨처음에는 빈에 있는 합스부르크가로 보내졌고, 그 뒤에 프랑스의 루이 14세에게 선물로 보내졌는데, 루이 14세는 이 보물에 인상을 느끼지 못하고 혁명기 기간 프랑스 국립도서관이 된, 왕가 도서관에 보관하였다.
1831년 11월 5일 밤, 킬데리쿠스의 보물 중에 80kg 정도가 절도를 당하여 금으로 녹여졌다. 황금 벌 두 개를 포함해 조각 몇 개는 센강에 숨겨진 곳에서 회수되었다. 하지만 유물에 대한 기록은 발견 당시에 제작된 판화와 합스부르크가에서 만든 일부 복제품만이 존재할 뿐이다.

### 나폴레옹 벌의 기원
나폴레옹이 카페 왕가의 플뢰르 드 리스를 능가하는 의전 상징물을 찾던 중에, 그는 킬데리쿠스의 벌을 프랑스 제국의 상징으로 삼기로 결정하였다. 1804년 6월 생클루성에서 열린 국참사원의 회의록은 캉바세레스의 제의에 따라 이 벌들이 상징물로 허가되었음을 암시한다. 도안은 루브르 관장인 비방 드농이 제작하였다.

## 같이 보기
- 프랑크의 군주
- 메로빙거 왕조
- 클로비스 1세